# Рогата гадюка звичайна
Рогата гадюка звичайна (Cerastes cerastes) — отруйна змія з роду Рогата гадюка родини Гадюкові. Має 2 підвиди. Інша назва «пустельна рогата гадюка».

## Опис
Загальна довжина сягає 60—80 см. Голова широка. Над очима стирчить по одній гострій вертикальній лусочці. Довжина цих лусочок буває дуже різна. Тулуб товстий, хвіст різко звужений, короткий. Луски з боків тулуба дрібніше спинних, сильно кілеваті та спрямовані косо униз, утворюючи подобу пилки, що проходить уздовж кожного боку. Забарвлення піщано-жовте з темно-бурими плямами уздовж спини та по обидви боки тулуба.

## Спосіб життя
Полюбляє пустелі, сухі савани, передгір'я. Вдень заривається у пісок або ховається в нори гризунів, з настанням темряви виходить на полювання.
Рухається «бічним ходом», закидаючи уперед й вбік задню половину тулуба і підтягуючи до неї передню частину. При цьому на піску залишається не єдиний слід, а окремі косі смужки під кутом 40-60° до напрямку руху, оскільки при «закиданні» уперед змія не торкається ґрунту серединою тіла, спираючись тільки на передній і задній кінці тулуба. У процесі руху періодично змінює «робочу сторону» тулуба, рухаючись вперед то лівим, то правим боком. Таким чином досягається рівномірне навантаження на м'язи тіла при асиметричному способі руху.
Дрібна кілевата луска, яка пилкоподібно розташована з боків тулуба, служить основним механізмом при заривання змії у пісок. Гадюка розводить у боки ребра, сплощує тулуб і швидкою поперечною вібрацією розсуває пісок у боки, «потопаючи» у ньому буквально на очах. Кілеваті лусочки діють при цьому як мініатюрні плуги. За 10—20 секунд зникає у товщі піску. Залишається лише слід від її занурення, облямований 2 піщаними валиками, цей слід незабаром зникає під легким подувом вітру. Зарившись, змія нерідко ледве висовує голову з піску, лише настільки, щоб очі були врівень з поверхнею. При цьому на верхній стороні голови залишається тонкий шар піску, що маскує її. Кілеваті лусочки також використовуються гадюкою для створення своєрідного відлякуючого звуку. Згорнувшись у напівкільце, змія треться одним боком тулуба об інший, пилкоподібні лусочки шкребуться одна об одну, видаючи гучний безперервний шурхіт. Звук цей подібний найбільше до шипіння води, вилитої на розпечену плиту. Збуджена небезпекою гадюка може безперервно «шипіти» таким чином протягом 1—2 хвилин. Це «шипіння» застосовується змією для відлякування ворогів, аналогічно голосовому шипіння більшості змій або сухому стрекотіння брязкальця у гримучих змій.
Харчується дрібними гризунами та птахами. Молоді особини харчуються сарановими й ящірками.
Це яйцекладна змія. Самиця відкладає 10-20 яєць. Дитинчата виводяться через 48 днів.

## Людина й рогата гадюка
Була добре відома стародавнім єгиптянам. Саме цей вид змії послужив основою для єгипетського ієрогліфа «фе». Вибір змії для цього ієрогліфа пояснюється звуковою схожістю.
Заклинателі змій в Єгипті раніше й тепер охоче використовують в своїх виставах. «Роги» гадюк, безперечно, є найефектнішим атрибутом їхньої зовнішності, однак надочноямкові лусочки часом бувають дуже слабко виражені. Тому деякі заклинателі, не задовольняючись природним розмірами «рогів», приклеюють своїм «артистам» над очима гострі кінчики дикобразових голок, щоб забезпечити їм успіх у довірливої публіки.

## Розповсюдження
Ця змія населяє пустелю Сахару (Африка), а також Аравійський півострів.

## Підвиди
- Cerastes cerastes cerastes
- Cerastes cerastes hoofieni